# Žilina (district de Kladno)
Ne doit pas être confondu avec Žilina.
Žilina (en allemand : Schillin) est une commune du district de Kladno, dans la région de Bohême-Centrale, en République tchèque. Sa population s'élevait à 839 habitants en 2020.

## Géographie
Žilina se trouve à 9 km au sud-ouest de Kladno et à 31 km à l'ouest de Prague.
La commune est limitée par Lány au nord-ouest, Tuchlovice au nord, par Kamenné Žehrovice au nord-est, par Družec à l'est, et par Lhota au sud et à l'ouest.

## Histoire
La première mention écrite de la localité date de 1352.